# Аконнор, Чарльз
Чарльз Куаблан Аконнор (англ. Charles Kwablan Akonnor; род. 12 марта 1974, Аккра) — ганский футболист. Играл в центре поля, но, по сути, был универсальным полузащитником. Большая часть его карьеры прошла в Германии.

## Клубная карьера
Аконнор впервые приехал в Германию в 1992 году вместе товарищем по национальной сборной, Самуэлем Куффуром. Поиграв шесть лет за «Фортуна Кёльн» (Вторая Бундеслига), он перешёл в 1998 году в «Вольфсбург».
В «Вольфсбурге» Аконнор быстро развивался как игрок и стал одним из самых важных исполнителей команды, а в 2001/02 годах он стал капитаном команды. Однако в начале следующего сезона он получил травму (проблемы с коленом привели к операции в 2003 году), что спровоцировало в январе 2004 года переход в менее сильный «Унтерхахинг».
В 2005 году Аконнор переехал в Данию, где выступал за «Хорсенс», играя важную роль в консолидации команды из датского первого дивизиона, куда они были повышены по итогам предыдущего сезона. Он сыграл один сезон в высшем дивизионе Кипра за «Алки». Летом 2008 года он покинул Кипр и переехал в Германию в «Лангенхаген» из Оберлиги Нижняя Саксония. Он играл там до 18 февраля 2009 года, когда объявил об окончании своей карьеры.

## Карьера в сборной
Он сыграл 51 матч на международном уровне, также был назначен капитаном команды «Чёрных Звёзд» после выхода на пенсию Абеди Пеле. Однако он никогда больше не призывался в сборную после подачи заявления (и его удовлетворения) на получение немецкого гражданства.

## Тренерская карьера
19 февраля 2009 года Аконнор подписал контракт на пост главного тренера с «Илевен Уайз», где он работал со своим бывшим товарищем по сборной, теперь — помощником, Нии Лэмпти. 22 января 2010 года он был назначен спортивным директором клуба. Его преемником на посту главного тренера стал Ханс-Дитер Шмидт. 19 марта 2012 года Аконнор был назначен на пост главного тренера «Хартс оф Оук». Его предшественником на посту главного тренера был Небойша Вучичевич. На посту главного тренера Аконнор пробыл до 1 ноября. В апреле 2017 года возглавил «Ашанти Голд». 1 октября 2018 года Аконнор стал тренером «Асанте Котоко», которым руководил девять месяцев. В сентябре 2019 года Аконнор был одним из кандидатов на пост тренера сборной Гвинеи, но в итоге команду возглавил француз Дидье Сикс.